# Jelgava
Jelgava (tysk: Mitau) er en by i det centrale Letland. Byen ligger ca. 41 kilometer sydvest for Riga og har 54.701(2024) indbyggere.
Jelgave er den største by i landskabet Zemgale (Semgallen). Den var hovedsted i Hertugdømmet Kurland og Semgallen fra 1578 til 1795 og var herefter administrativt centrum i Kurland guvernement i Det Russiske Kejserrige fra 1795 til 1918.

## Kendte bysbørn
- Peter von Biron – Hertug af Kurland
- Renārs Kaupers – musiker og sanger
- Jānis Lūsis – spydkaster
- Einars Repše – politiker og tidligere formand for Letlands Nationalbank
- Inese Vaidere – politiker og Europa-Parlamentsmedlem
- Ādolfs Alunāns – skuespiller, instruktør og dramaturg

## Gallery
- Jelgava Paladset i Jelgavas centrum.
- Monument for modstandskæmperne mod nazismen.
- Jelgavas rådhus
- Rutebilstationen i Jelgava

## Eksterne links
- Wikimedia Commons har flere filer relateret til Jelgava
- Byen Jelgavas officielle hjemmeside